# Manuel António Correia
Manuel António Correia (Ponta do Sol, Madeira, 19 de fevereiro de 1965) é um advogado e político português que ocupou o cargo de secretário regional do Ambiente e Recursos Naturais da Região Autónoma da Madeira entre 2000 e 2015.

## Biografia
É licenciado em Direito pela Faculdade de Direito da Universidade Clássica de Lisboa, tendo concluído o curso em 1989.
Ingressou nos quadros da Direção Regional da Administração Pública e Local, como técnico superior de 2.ª classe da carreira técnica superior, em 2 de Novembro de 1989, onde exerceu funções de consultor jurídico. Em 1 de Dezembro de 1992 foi nomeado, em comissão de serviço, Director do Gabinete Jurídico do Instituto de Habitação da Madeira. Por Resolução do Conselho do Governo tomada em 6 de Janeiro de 1994, foi designado para exercer o cargo de Vogal do Conselho Directivo do Instituto de Habitação da Madeira.
Por Resolução do Conselho do Governo tomada em 30 de Outubro de 1997 foi nomeado Presidente do Conselho Directivo do Instituto de Habitação da Região Autónoma da Madeira, cargo que exerceu até 14 de Novembro de 2000.
Em 14 de Novembro 2000 pelo Decreto do Ministro da República para a Região Autónoma da Madeira n.º 4/2000, é nomeado, Secretário Regional do Ambiente e dos Recursos Naturais.
Por Decreto do Ministro da República para a Região Autónoma da Madeira n.º 4/2004, de 16 de Novembro 2004, é renomeado Secretário Regional do Ambiente e dos Recursos Naturais.
Por Decreto do Ministro da República para a Região Autónoma da Madeira n.º 4/2007, de 19 de Junho de 2007, é renomeado Secretário Regional do Ambiente e dos Recursos Naturais, cargo que deixou de exercer em 2015.
É possuidor da carreira profissional de advogado e de diversos cursos de formação, nomeadamente o curso denominado Programa Avançado de Gestão para Executivos, leccionado pela Escola de Pós-Graduação da Faculdade de Ciências Económicas e Empresariais da Universidade Católica Portuguesa.
Foi dirigente da JSD/Madeira, membro da Assembleia Municipal do Funchal e vogal da Comissão Política Regional do PSD/Madeira. Foi também candidato à liderança do PSD/Madeira nas eleições internas à sucessão de Alberto João Jardim em 2015 mas perdeu, na segunda volta, contra Miguel Albuquerque, atual líder do PSD/Madeira e Presidente do Governo Regional.